# Magnus Gibbonsson
Magnus (III) Gibbonsson des Orcades (mort en 1273). Comte des Orcades et comte de Caithness de 1256 à 1273.

## Règne
C'est sous le règne de Magnus (III) fils du comte Gibbon Magnusson que les différends entre ses deux suzerains Håkon IV de Norvège pour les Orcades et Alexandre III d'Ecosse pour le Caithness se transforment en conflit ouvert la guerre écosso-norvégienne.
Les provocations écossaises contre les vassaux norvégiens des Hébrides amènent Håkon IV de Norvège à entreprendre une expédition punitive pour réaffirmer sa suzeraineté sous ses domaines insulaires de l'ouest. Magnus Gibbonsson est convoqué à Bergen et placé à la tête d'une partie de la flotte norvégienne qui fait voile vers les Shetland et les Orcades afin de se renforcer. Après la bataille de Largs, le roi Håkon IV de Norvège vieilli et fatigué décide d'hiverner aux Orcades où il meurt en 1263. Le traité de Perth, signé en 1266, entre l'Écosse et le nouveau roi Magnus VI de Norvège met fin au conflit et maintien la suzeraineté norvégienne sur les Orcades.
La mort de Magnus  est relevée en 1273 par les « Annales d’Islande »  Il a comme successeur son fils aîné Magnus Magnusson.